# Insurgencia en el norte de Chad
La insurgencia en el norte de Chad inició en 2016, cuando el Frente para la Alternancia y la Concordia en Chad (FACT) y el Consejo de Comando Militar para la Salvación de la República (CCMSR) comenzaron una rebelión contra el gobierno de Chad. Desde sus bases de retaguardia en el sur de Libia, FACT y CCMSR han lanzado ofensivas y redadas en el norte de Chad buscando derrocar al gobierno del expresidente Idriss Déby, que había estado en el poder desde el golpe de Estado de 1990.

## Ofensivas de 2017
En julio de 2017, la CCMSR lanzó una ofensiva contra Kouri Bougoudi buscando tomar el control de la región y sus lucrativas minas. Estos ataques fueron finalmente repelidos por el gobierno chadiano, aunque la CCMSR afirmó haber lanzado un segundo ataque en agosto de 2017 que el gobierno de Chad negó que se hubiera producido.

## Ofensivas de 2019
Entre el 3 y 6 de febrero, la Fuerza Aérea Francesa llevó a cabo ataques aéreos contra el grupo de Unión de Fuerzas de Resistencia (UFR) que hicieron una intrusión en Chad. El ejército chadiano afirmó haber capturado a 250 rebeldes, incluidos cuatro líderes, y haber destruido cuarenta vehículos.

## Ofensivas de 2021
El 11 de abril de 2021, el grupo rebelde chadiano Frente para la Alternancia y la Concordia en Chad (FACT) lanzó una ofensiva en la región de Tibesti, en el norte del país, tras las elecciones presidenciales de Chad de 2021. El presidente Idriss Déby fue asesinado durante la ofensiva del 20 de abril.
A pesar de este éxito, la ofensiva rebelde finalmente fracasó y el gobierno reclamó la victoria el 9 de mayo de 2021. La presidencia de Chad pasó a manos de Mahamat Déby, hijo de Idriss Déby. Este último estableció el Consejo Militar de Transición (TMC) como nueva autoridad de gobierno e inicialmente se negó a negociar con grupos insurgentes.
Déby suavizó su postura en agosto de 2021, proponiendo un diálogo nacional con los rebeldes. FACT expresó interés en la propuesta. La discusión entre el gobierno y los insurgentes comenzó en octubre, supervisada por el expresidente Goukouni Oueddei. El Consejo de Comando Militar para la Salvación de la República (CCMSR) y la FNDJT confirmaron su participación. El 29 de noviembre, el gobierno chadiano anunció una amnistía para 296 rebeldes y disidentes políticos. En enero de 2022, el gobierno chadiano liberó a más figuras de la oposición.
Al mes siguiente, la junta de TMC acusó a la UFR de intentar reclutar al Grupo Wagner para que los ayudara en la insurgencia. Al hacerlo, el líder de la UFR, Timane Erdimi, presuntamente estaba utilizando intermediarios en la República Centroafricana. En marzo de 2022, se llevaron a cabo más conversaciones de paz en Doha, en las que participaron el régimen de Déby y varios grupos rebeldes, incluidos FACT, MDJT y UFDD.